# Уједињено Краљевство на Летњим олимпијским играма 1904.
Уједињено Краљевство Велике Британије и Ирске није послало ни једног такмичара да се такмичи на Летњим олимпијским играма 1904. одржаним у Сент Луису, Мисури, САД. Али ипак су учествовала три такмичара који су представљали Ирску, освојивши једну златну и једну сребрну медаљу. Ове медаље се рачунају као медаље освојене за Уједињено Краљевство пошто је Ирска била део Уједињеног Краљевства и тако је и Олимпијски комитет класификовао медаље Џон Холовеј који је емигрирао из Ирске у Америку неколико година раније, носио је традиционално зелену шамрок опрему.

## Учесници по спортовима
| Спорт     | Мушкарци | Жене | Укупно |
| --------- | -------- | ---- | ------ |
| Атлетика  | 3        | 0    | 3      |
| Голф      | 2        | 0    | 2      |
| Мачевање  | 1        | 0    | 1      |
| Укупно(3) | 6        | 0    | 6      |

## Медаље
| медаља | име      | спорт    | дисциплина       | датум      |
| ------ | -------- | -------- | ---------------- | ---------- |
|        | Том Кили | Атлетика | десетобој        | 4. јул     |
|        | Џон Дали | Атлетика | 2.590 м препреке | 29. август |

## Резултати

### Атлетика
| дисциплина       | позиција | атлетичар | резултат |
| ---------------- | -------- | --------- | -------- |
|                  |          |           |          |
| 2.590 м препреке | 2.       | Џон Дали  | 7:40,60  |

| дисциплина | позиција | атлетичар   | резултат |
| ---------- | -------- | ----------- | -------- |
|            |          |             |          |
| десетобој  | 1.       | Том Кили    | 6.036    |
| десетобој  | 4.       | Џон Холовеј | 5.273    |

### Голф
| дисциплина  | мачевалац       | квалификације | квалификације | први круг           | други круг           | четвртфинале       | полуфинале         | финале             |
| дисциплина  | мачевалац       | резултат      | место         | противник резултат  | противник резултат   | противник резултат | противник резултат | противник резултат |
| ----------- | --------------- | ------------- | ------------- | ------------------- | -------------------- | ------------------ | ------------------ | ------------------ |
| појединачно | Симпсон Фулис   | 174           | 16            | Хенри Потер победио | Даниел Сојер изгубио | испао              | испао              | испао              |
| појединачно | Фредерик Њубери | 201           | 54            | испао               | испао                | испао              | испао              | испао              |

### Мачевање
| дисциплина | спортиста       | полуфинале | полуфинале | финале | финале |       |
| дисциплина | спортиста       | побед      | место      | побед  | место  |       |
| ---------- | --------------- | ---------- | ---------- | ------ | ------ | ----- |
| рапир      | Вилфред Холројд | 1          | 3          | испао  | испао  | испао |